# Communauté d'agglomération Seine Normandie Agglomération
Seine Normandie Agglomération est une communauté d'agglomération française, située dans le département de l'Eure et dans la région Normandie établie le 1er janvier 2017.

## Historique
Dans le cadre des dispositions de la loi portant nouvelle organisation territoriale de la République (Loi NOTRe) du 7 août 2015, qui prévoit que les établissements publics de coopération intercommunale (EPCI) à fiscalité propre doivent avoir un minimum de 15 000 habitants, le préfet de l'Eure a arrêté en 2015 le schéma départemental de coopération intercommunale (SDCI) de l'Eure qui prévoit notamment la fusion des intercommunalités suivantes, : 

- communauté d’agglomération des Portes de l’Eure ;

- communauté de communes des Andelys et de ses environs ;

- communauté de communes Epte-Vexin-Seine ;

et précise « Le nouvel EPCI regroupera 84 774 habitants autour des aires urbaines de Vernon et des Andelys. Il répond à une volonté exprimée par les élus de mettre en cohérence la structure intercommunale avec les enjeux industriels et touristiques que portent l’axe Seine et son développement, encore en devenir. La création de ce nouveau territoire permettra de disposer d’une échelle suffisante pour relever les défis posés par la proximité de l’Île-de-France et de Mantes-la-Jolie dans le contexte de la création de la grande région Normandie ».
Après consultation des conseils municipaux et communautaires concernés, la communauté d'agglomération est ainsi créée par un arrêté préfectoral du 19 décembre 2016 qui a pris effet le 1er janvier 2017,.
En juin 2017, le conseil municipal de la commune de  Saint-Aubin-sur-Gaillon choisit de quitter la communauté de communes Eure-Madrie-Seine (CCEMS) et de rallier SNA. Le préfet donne suite à cette demande, mais son arrêté  est contesté par la communauté d’agglomération Seine-Eure (CASE) et la CCEMS.
À l'inverse, Château-sur-Epte, originairement membre de la communauté de communes Epte-Vexin-Seine et mécontent de son intégration dans SNA en 2017, obtient son rattachement en 2018 à la communauté de communes du Vexin Normand dont elle est désormais membre,.
le 1er janvier 2018, Jouy-sur-Eure et Fontaine-sous-Jouy quittent SNA pour rejoindre Évreux Portes de Normandie.
Le 4 avril 2018, le Conseil d'État annule les deux arrêtés du préfet de l'Eure portant sur la sortie de Saint-Aubin-sur-Gaillon et la décision du tribunal administratif de Rouen portant dans le même sens. Le même jour, Saint-Aubin-sur-Gaillon rejoint de nouveau la communauté de communes Eure-Madrie-Seine.
Le 1er janvier 2019, les communes de Boisemont, Corny et Fresne-l'Archevêque fusionnent pour constituer la commune nouvelle de Frenelles-en-Vexin, réduisant à 61 le nombre de communes regroupées au sein de SNA.

## Territoire communautaire

### Géographie
Située dans l'est du département de l'Eure, l'intercommunalité Seine Normandie Agglomération regroupe 61 communes et s'étend sur 696,6 km2.

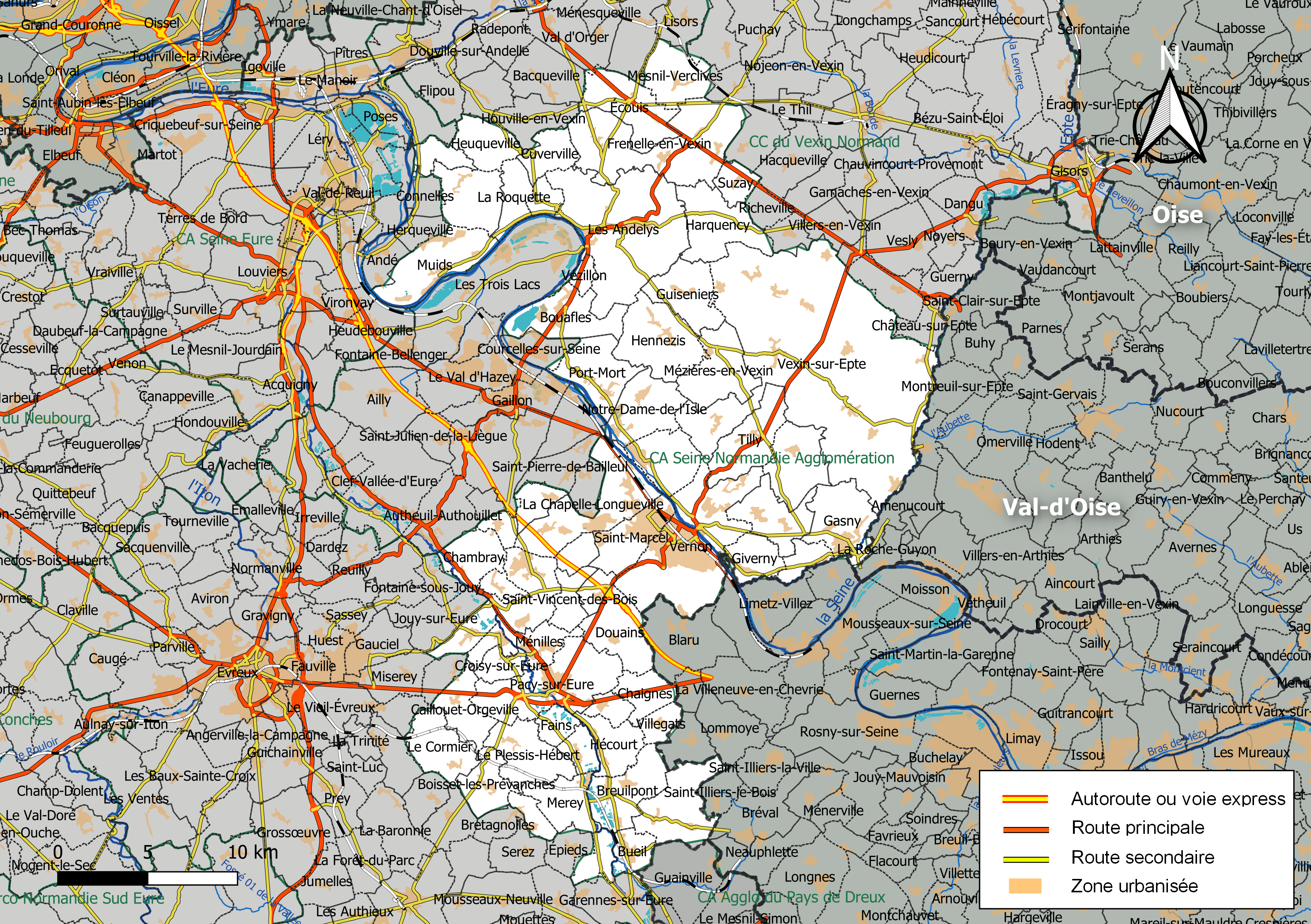
Carte de l'intercommunalité Seine Normandie Agglomération au 1er janvier 2019.

### Composition
Elle est composée des 61 communes suivantes :

| Nom                        | Code Insee | Gentilé            | Superficie (km2) | Population (dernière pop. légale) | Densité (hab./km2) |
| -------------------------- | ---------- | ------------------ | ---------------- | --------------------------------- | ------------------ |
| Vernon (siège)             | 27681      | Vernonnais         | 34,92            | 24 841 (2022)                     | 711                |
| Aigleville                 | 27004      | Aiglevillois       | 3,24             | 411 (2022)                        | 127                |
| Les Andelys                | 27016      | Andelysiens        | 40,62            | 7 822 (2022)                      | 193                |
| Bois-Jérôme-Saint-Ouen     | 27072      |                    | 10,51            | 744 (2022)                        | 71                 |
| Boisset-les-Prévanches     | 27076      | Buis-Prévenchais   | 7,46             | 489 (2022)                        | 66                 |
| La Boissière               | 27078      | Buxérien           | 3,45             | 261 (2022)                        | 76                 |
| Bouafles                   | 27097      | Bouaflais          | 12,61            | 647 (2022)                        | 51                 |
| Breuilpont                 | 27114      | Breuilpontais      | 12,21            | 1 212 (2022)                      | 99                 |
| Bueil                      | 27119      | Bueillois          | 4,91             | 1 635 (2022)                      | 333                |
| Caillouet-Orgeville        | 27123      | Caillouettais      | 7,89             | 490 (2022)                        | 62                 |
| Chaignes                   | 27136      | Chaignais          | 6,41             | 267 (2022)                        | 42                 |
| Chambray                   | 27140      | Chambraysiens      | 8,42             | 396 (2022)                        | 47                 |
| La Chapelle-Longueville    | 27554      |                    | 19,6             | 3 283 (2022)                      | 168                |
| Le Cormier                 | 27171      | Cormiérais         | 10,48            | 361 (2022)                        | 34                 |
| Croisy-sur-Eure            | 27190      | Croisillons        | 3,95             | 225 (2022)                        | 57                 |
| Cuverville                 | 27194      | Cuvervillois       | 6,17             | 248 (2022)                        | 40                 |
| Daubeuf-près-Vatteville    | 27202      | Daubeuviens        | 11,35            | 460 (2022)                        | 41                 |
| Douains                    | 27203      | Duniens            | 11,27            | 456 (2022)                        | 40                 |
| Écouis                     | 27214      | Escoviens          | 13,07            | 849 (2022)                        | 65                 |
| Fains                      | 27231      |                    | 3,77             | 423 (2022)                        | 112                |
| Frenelles-en-Vexin         | 27070      |                    | 29,06            | 1 690 (2022)                      | 58                 |
| Gadencourt                 | 27273      | Gadencourtois      | 3,89             | 365 (2022)                        | 94                 |
| Gasny                      | 27279      | Ganytois           | 12,89            | 3 080 (2022)                      | 239                |
| Giverny                    | 27285      | Givernois          | 6,46             | 448 (2022)                        | 69                 |
| Guiseniers                 | 27307      | Guisenois          | 10,71            | 488 (2022)                        | 46                 |
| Hardencourt-Cocherel       | 27312      | Hardencourtois     | 4,93             | 286 (2022)                        | 58                 |
| Harquency                  | 27315      | Harquencéens       | 13,95            | 273 (2022)                        | 20                 |
| Hécourt                    | 27326      | Hécourtois         | 7,73             | 318 (2022)                        | 41                 |
| Hennezis                   | 27329      | Aniseyens          | 15,63            | 749 (2022)                        | 48                 |
| Heubécourt-Haricourt       | 27331      | Heubécourtois      | 11,92            | 461 (2022)                        | 39                 |
| La Heunière                | 27336      | Heuniérois         | 3,07             | 454 (2022)                        | 148                |
| Heuqueville                | 27337      | Heuquevillais      | 7,77             | 347 (2022)                        | 45                 |
| Houlbec-Cocherel           | 27343      | Houlbecquois       | 11,64            | 1 270 (2022)                      | 109                |
| Ménilles                   | 27397      | Ménillons          | 5,81             | 1 722 (2022)                      | 296                |
| Mercey                     | 27399      | Merceyens          | 3,5              | 56 (2022)                         | 16                 |
| Merey                      | 27400      | Mereyens           | 8,66             | 344 (2022)                        | 40                 |
| Mesnil-Verclives           | 27407      | Verclivois         | 9,96             | 304 (2022)                        | 31                 |
| Mézières-en-Vexin          | 27408      | Macériens          | 12,7             | 598 (2022)                        | 47                 |
| Muids                      | 27422      | Muidsiens          | 15,22            | 864 (2022)                        | 57                 |
| Neuilly                    | 27429      | Nuylliens          | 4,71             | 174 (2022)                        | 37                 |
| Notre-Dame-de-l'Isle       | 27440      | Islois             | 11,81            | 643 (2022)                        | 54                 |
| Pacy-sur-Eure              | 27448      | Pacéens            | 22,03            | 4 975 (2022)                      | 226                |
| Le Plessis-Hébert          | 27465      | Plessis-Hébertois  | 11,73            | 402 (2022)                        | 34                 |
| Port-Mort                  | 27473      | Port-Mortais       | 12,17            | 891 (2022)                        | 73                 |
| Pressagny-l'Orgueilleux    | 27477      | Pressecagniens     | 10,27            | 696 (2022)                        | 68                 |
| La Roquette                | 27495      |                    | 5,9              | 236 (2022)                        | 40                 |
| Rouvray                    | 27501      | Roburiens          | 2,51             | 257 (2022)                        | 102                |
| Saint-Marcel               | 27562      | Saint-Marcellois   | 9,93             | 4 474 (2022)                      | 451                |
| Saint-Vincent-des-Bois     | 27612      | Boisset-Vincentois | 5,29             | 338 (2022)                        | 64                 |
| Sainte-Colombe-près-Vernon | 27525      |                    | 2,69             | 310 (2022)                        | 115                |
| Sainte-Geneviève-lès-Gasny | 27540      | Génovéfains        | 4,17             | 648 (2022)                        | 155                |
| Suzay                      | 27625      | Suzéens            | 4,11             | 344 (2022)                        | 84                 |
| Le Thuit                   | 27635      |                    | 3,02             | 143 (2022)                        | 47                 |
| Tilly                      | 27644      | Tillois            | 12,19            | 575 (2022)                        | 47                 |
| Vatteville                 | 27673      | Vattevillais       | 4,27             | 177 (2022)                        | 41                 |
| Vaux-sur-Eure              | 27674      | Vallois            | 2,9              | 271 (2022)                        | 93                 |
| Vexin-sur-Epte             | 27213      |                    | 114,49           | 6 026 (2022)                      | 53                 |
| Vézillon                   | 27683      | Vézillonnais       | 2,04             | 234 (2022)                        | 115                |
| Villegats                  | 27689      | Villegatois        | 3,58             | 353 (2022)                        | 99                 |
| Villez-sous-Bailleul       | 27694      |                    | 4,36             | 318 (2022)                        | 73                 |
| Villiers-en-Désœuvre       | 27696      | Villierois         | 14,65            | 859 (2022)                        | 59                 |

### Démographie
| 1968   | 1975   | 1982   | 1990   | 1999   | 2010   | 2015   | 2021   |
| ------ | ------ | ------ | ------ | ------ | ------ | ------ | ------ |
| 53 873 | 62 006 | 66 715 | 75 420 | 80 048 | 83 856 | 82 781 | 82 814 |

## Administration

### Siège
Le siège légal de la communauté d'agglomération  est resté à Vernon, Campus de l'espace parc technologique - 1 rue Hubert Curien, mais ses bureaux ont été transférés à Douains, 12 rue de la Mare à Jouy.

### Élus
Le conseil communautaire de la communauté d'agglomération se compose de 101 membres, représentant chacune des communes membres et élus pour une durée de six ans.
Ils sont répartis en fonction de leur population de la manière suivante pour la mandature 2020-2026 :

- 22 délégués pour Vernon ;

- 7 délégués pour  Les Andelys ;

-  5 délégués pour Vexin-sur-Epte ;

-  4 délégués pour Pacy-sur-Eure et Saint-Marcel ;

- 3 délégués pour La Chapelle-Longueville ;

-  2 délégués pour Gasny ;

- 1 délégué ou son suppléant, pour les autres communes

Au terme des élections municipales de 2020 dans l'Eure, le conseil communautaire renouvelé à réélu son  président, Frédéric Duché, deuxième vice-président du conseil départemental de l'Eure, maire des Andelys, et désigné ses vice-présidents, qui sont, 
1. Sébastien Lecornu, ancien maire de Vernon,  ministre des Outre-mer, président délégué (démissionnaire après son élection comme sénateur[16]) ;
2. Pascal Lehongre, alors président du conseil départemental, ancien maire de Pacy-sur-Eure, chargé des finances, chargée de la santé et du  bien-être des séniors ;
3. Aline Bertou, maire de Frenelles-en-Vexin, chargée des mobilités et des déplacements ;
4. Thomas Durand,  maire de Vexin-sur-Epte, chargé de l'urbanisme, de la politique agricole et de la  coopération communale ;
5. Juliette Rouilloux-Sicre, maire-adjointe de Vernon, chargée de la culture (démissionnaire[17]) ;
6. Antoine Rousselet, maire de La Chapelle Longueville, chargé du tourisme et de la promotion du territoire ;
7. Dominique Morin, maire-adjointe de Vernon, chargée de la  famille, de l'enfance et de la jeunesse :
8. Christian Le Provost, élu des Andelys, chargée de l'écologie, de la transition énergétique et de la  valorisation des déchets ;
9. Guillaume Grimm, maire de Chaignes, chargé du grand cycle de l’eau ;
10. Johan Auvray, maire-adjoint de Vernon, chargé de la politique de la ville, de l'insertion et du sport ;
11. Thibaut Beauté, Maire de Notre-Dame-de-l'Isle, chargé de l'habitat durable et des autorisations d’urbanisme ;
12. Pascal Jolly, maire de Gasny, chargé du dynamisation commerciale et transition numérique ;
13. Jérôme Grenier, maire-adjoint de Vernon, chargé de la  mutualisation, de la sécurité et de la prévention de la délinquance.

Après les démissions de : 
- Sébastien Lecornu, François Ouzilleau, conseiller régional, maire de Vernon, est élu président délégué chargé de l'attractivité économique et de l'innovation[19] ;
- de Juliette Rouilloux-Sicre , Pieternella Colombe, première adjointe au maire de Saint-Marcel est élue vice présidente de SNA, chargée de la santé et du bien-être des seniors.

Le bureau communautaire pour le mandat 2020-2026 est constitué du président, des vice-présidents et, depuis 2022, des trois conseillers délégués suivants : 
- Annick Delouze, maire-adjointe de Vexin-sur-Epte, conseillère déléguée auprès de la vice-présidente charg"e de la santé et du bien-être des Seniors ;
- Patricia Daumarie, conseillère municipale de Vernon, conseillère déléguée à la culture ;
- Julien Canin, maire-adjoint de Pacy-sur-Eure, conseiller délégué à l’appui aux communes.

### Liste des présidents
| Période | Période                     | Identité       | Étiquette | Qualité |
| ------- | --------------------------- | -------------- | --------- | --- |
| 2017    | En cours (au 28 avril 2022) | Frédéric Duché | LR        | Maire des Andelys (2014 → ) Conseiller général puis départemental de l'Eure (Canton des Andelys) (2011 → ) Vice-président du conseil départemental de l'Eure (2015 → ) Vice-président de l'ex-CCAE (? → 2016) Réélu pour le mandat 2020-2026, |

### Compétences
L'intercommunalité exerce les compétences qui lui ont été transférées par les communes membres, dans les conditions définies par le code général des collectivités territoriales. Il s'agit, en 2019 : 
- Développement économique
- Tourisme (2017)
- Mobilité
- Aménagement territorial
- Équilibre social de l'habitat
- Politique de la ville et gens du voyage
- Collecte et traitement des déchets ménagers
- GEMAPI - Gestion des milieux aquatiques et prévention des inondations (2018)
- Eau (obligatoire en 2020) et a assainissement
- Sport et culture
- Santé et maintien à domicile
- Maisons de service au public
- Petite enfance et jeunesse
- Accès et usages numériques

### Régime fiscal et budget
La Communauté de communes est un établissement public de coopération intercommunale à fiscalité propre.
Afin de financer l'exercice de ses compétences, l'intercommunalité perçoit, comme toutes les communatés d'agglomération, la fiscalité professionnelle unique (FPU) – qui a succédé à la taxe professionnelle unique (TPU) – et assure une péréquation de ressources
Elle collecte également la taxe d'enlèvement des ordures ménagères (TEOM), qui finance ce service public.
Elle ne reverse pas de dotation de solidarité communautaire (DSC) à ses communes membres.

## Projets et réalisations
Conformément aux dispositions légales, une communauté d'agglomération a pour objet d'associer « au sein d'un espace de solidarité, en vue d'élaborer et conduire ensemble un projet commun de développement urbain et d'aménagement de leur territoire ».

### Contrat de ruralité
SNA a signé le 16 octobre 2017 avec l'État et le Département un contrat de ruralité, afin d'accompagner la mise en œuvre de projets sur le territoire  de l'intercommunalité en matière de mobilité, de cohésion sociale, d'accès aux services et aux soins, de revitalisation des bourgs-centres, l'attractivité du territoire et la transition écologique.